# سانتياغو بونزينيبيو
سانتياغو بونزينيبيو (بالإسبانية: Santiago Ponzinibbio؛ مواليد 26 سبتمبر 1986) هو مُقاتل فنون قتالية مختلطة أرجنتيني.

## وصلات خارجية
- سانتياغو بونزينيبيو على موقع يو إف سي (الإنجليزية)
- سانتياغو بونزينيبيو على موقع شيردوغ (الإنجليزية)
- سانتياغو بونزينيبيو على موقع Tapology.com (الإنجليزية)
- سانتياغو بونزينيبيو على موقع IMDb (الإنجليزية)
- سانتياغو بونزينيبيو على موقع قاعدة بيانات الفيلم (الإنجليزية)